# Diana Rigg
Diana Rigg, właśc. dame Enid Diana Elizabeth Rigg DBE (ur. 20 lipca 1938 w Doncasterze, zm. 10 września 2020 w Londynie) – brytyjska aktorka teatralna, filmowa i telewizyjna. Odtwórczyni roli Emmy Peel w serialu kryminalnym Rewolwer i melonik (1965–1968) wytwórni Associated British Cinemas (ABC). Wystąpiła jako hrabina Teresa di Vicenzo, żona Jamesa Bonda w filmie W tajnej służbie Jej Królewskiej Mości (1969) i lady Olennę Tyrell w serialu HBO Gra o tron (2013–2017).
Dwukrotna laureatka nagrody Bravo Otto (1968–1969) dla najlepszej gwiazdy telewizyjnej, przyznanej przez niemiecki dwutygodnik dla młodzieży „Bravo”. W 1988 otrzymała OBE, a 1994 przyznano jej tytuł szlachecki DBE.

## Życiorys
Córka inżyniera kolejowego Louisa Rigga i Beryl Helliwell, wychowywała się ze starszym bratem Hugh (ur. 1934), oficerem Królewskich Sił Lotniczych. Dwa miesiące po jej narodzinach rodzina przeprowadziła się do Dżodhpur w północno-zachodnich Indiach. W wieku ośmiu lat uczęszczała do szkoły Fulneck Girl’s School w Fulneck w pobliżu Pudsey, w aglomeracji Leeds. Wiele lat swojego dzieciństwa spędziła w Bikaner w stanie Radżastan, na pustyni Thar, gdzie jej ojciec pracował jako kolejarz.
W latach 1959–1964 związana była z Royal Shakespeare Company. Na ekranie pojawiła się po raz pierwszy w komedii z dreszczykiem Brat człowieka z Karaibów (Our Man in the Caribbean, 1962), a następnie wystąpiła gościnnie w serialu kryminalnym Sentymentalny agent (The Sentimental Agent, 1963). Przełomem w jej karierze okazała się telewizyjna rola Emmy Peel w serialu Rewolwer i melonik (The Avengers, 1965-68), za którą była dwukrotnie nominowana do nagrody Emmy i, wraz odtwórcami głównych ról, otrzymała nagrodę Brytyjskej Akademii Filmowej (BAFTA).
Później grała postać hrabiny Tracy Di Vicenzo, córki korsykańskiego gangstera, Marca-Ange Dracon – poszukiwaczki przygód, która wraz z głównym bohaterem toczy starcie z organizacją WIDMO i wychodzi za mąż za Bonda (George Lazenby) w szóstym filmie z cyklu o przygodach Jamesa Bonda W tajnej służbie Jej Królewskiej Mości (On Her Majesty’s Secret Service, 1969). Za rolę Barbary Drummond w czarnej komedii Arthura Hillera Szpital (The Hospital, 1971) zdobyła nominację do nagrody Złotego Globu.
W 1971 zadebiutowała na Broadwayu w roli Heloizy w sztuce Abelard i Heloiza, za którą była nominowana do nagrody Tony Award. W 1994 została uhonorowana Tony Award za tytułową rolę Medei w tragedii Eurypidesa Medea.
Kreacja Helena Vesey w miniserialu BBC Matczyna miłość (Mother Love, 1990) przyniosła jej nagrodę Brytyjskej Akademii Filmowej (BAFTA), a za rolę pani Danvers w telewizyjnym dramacie PBS Rebeka (Rebecca, 1997) została uhonorowana nagrodą Emmy. Ma na swoim koncie dwie role biblijne: Marę, matkę Samsona, w filmie telewizyjnym TNT Samson i Dalila (Samson and Delilah, 1996) i Rebekę, żonę Izaaka, matkę Ezawa i Jakuba, w filmie telewizyjnym NBC/Hallmark U zarania (In the Beginning, 2000).
Wzięła udział w kostiumowych produkcjach telewizyjnych BBC: Amerykanin (The American, 1998) jako Madame de Bellegarde z Matthew Modine, Wiktoria i Albert (Victoria & Albert, 2001) jako baronowa Lehzen i Karol II: Władza i namiętność (Charles II: The Power & the Passion, 2003) jako Henryka Maria de France. Od 7 kwietnia 2013 do 30 lipca 2017 grała postać lady Olenne Tyrell w serialu HBO Gra o tron, za którą była czterokrotnie nominowana do nagrody Emmy (2013, 2014, 2015, 2018). Za rolę Panny Collins w horrorze psychologicznym Edgara Wrighta Ostatniej nocy w Soho (Last Night in Soho, 2021) zdobyła nominację do Nagrody Saturn w kategorii najlepsza aktorka drugoplanowa.

## Życie prywatne
6 lipca 1973 zawarła związek małżeński z izraelskim malarzem Menachemem Gueffenem, z którym rozwiodła się 3 września 1976. 25 marca 1982 wyszła za mąż za Archibalda Hugh (Archiego) Stirlinga, producenta teatralnego i byłego oficera w Szkockiej Gwardii, który porzucił ją dla Joely Richardson. Mieli córkę Rachael Atlantę Stirling (ur. 30 maja 1977). 31 sierpnia 1990 doszło do rozwodu. Żyła w konkubinacie z projektantem Peterem Saville’em.
Zmarła 10 września 2020 w domu swojej córki w Londynie w wieku 82 lat na nowotwór złośliwy, którego zdiagnozowano u niej w marcu tego samego roku.

## Filmografia

### Filmy kinowe/wideo
- 2021: Ostatniej nocy w Soho (Last Night in Soho) jako pani Collins
- 2006: Malowany welon (The Painted Veil) jako matka przełożona
- 2005: Heidi jako babcia
- 1998: Sprawy ostateczne (Parting Shots) jako Lisa
- 1994: Dobry człowiek w Afryce (A Good Man in Africa) jako Chloe Fanshawe
- 1987: Królewna Śnieżka (Snow White) jako Zła Królowa
- 1982: Zło czai się wszędzie (Evil Under The Sun) jako Arlena Stuart Marshall
- 1981: Muppety na tropie (The Great Muppet Caper) jako lady Holiday
- 1977: Mała nocna muzyka (A Little Night Music) jako Charlotte Mittelheim
- 1973: Krwawy teatr (Theater of Blood) jako Edwina Lionheart
- 1971: Szpital (The Hospital) jako Barbara
- 1970: Juliusz Cezar (Julius Caesar) jako Portia
- 1969: W tajnej służbie Jej Królewskiej Mości (On Her Majesty’s Secret Service) jako Tracy Di Vicenzo
- 1969: Biuro zabójców (The Assassination Bureau) jako Miss Winter
- 1968: Sen nocy letniej (A Midsummer Night’s Dream) jako Helena

### Filmy TV
- 2001: Wiktoria i Albert (Victoria & Albert) jako baronowa Lehzen
- 2000: U zarania (In the Beginning) jako Dorosła Rebeka
- 1998: Amerykanin (The American) jako madame de Bellegarde
- 1997: Rebeka (Rebecca) jako pani Danvers
- 1996: Burzliwe życie Moll Flanders (The Fortunes and Misfortunes of Moll Flanders) jako pani Golightly
- 1996: Samson i Dalila (Samson and Delilah) jako Mara
- 1995: Zoja (Zoya) jako Evgenia
- 1995: Koszmar Helen Walker (The Haunting of Helen Walker) jako pani Grose
- 1994: Cel: Delilah (Running Delilah) jako Judith
- 1992: Pani Harris jedzie do Paryża jako madame Colbert
- 1987: Meandry miłości (A Hazard of Hearts) jako lady Harriet Vulcan
- 1983: Król Lear (King Lear) jako Regan
- 1982: Świadek oskarżenia (Witness for the Prosecution) jako Christine Vole

### Seriale TV
- 2020: Wszystkie stworzenia duże i małe jako pani Pumphrey (odcinki: A Tricki Case, Another Farnon?)
- 2013–2017: Gra o tron jako lady Olenna Tyrell
- 2013: Doktor Who jako Winifred Gillyflower (odcinek: Karmazynowa groza)
- 2003: Karol II – Władza i namiętność (Charles II: The Power & the Passion) jako królowa Henrietta Maria
- 1993: Droga do Avonlea (Road to Avonlea) jako lady Blackwell
- 1973–1974: Diana jako Diana Smythe
- 1965–1968: Rewolwer i melonik (The Avengers) jako Emma Peel